# سن مارتن (فرانسه)
سَن مارتَن فرانسوی: Saint-Martin‎ که نام رسمی‌اش قلمرو سن مارتن (به فرانسوی: Collectivité de Saint-Martin) است، در تاریخ ۱۵ ژوئیه ۲۰۰۷، به عنوان یکی از مجموعه فرادریایی (مستعمره‌های فرانسه) در دریای کارائیب اعلام شد که در بخش شمالی جزیره سن مارتن قرار دارد و بخش جنوبی تحت مالکیت پادشاهی هلند است.

## نقشه

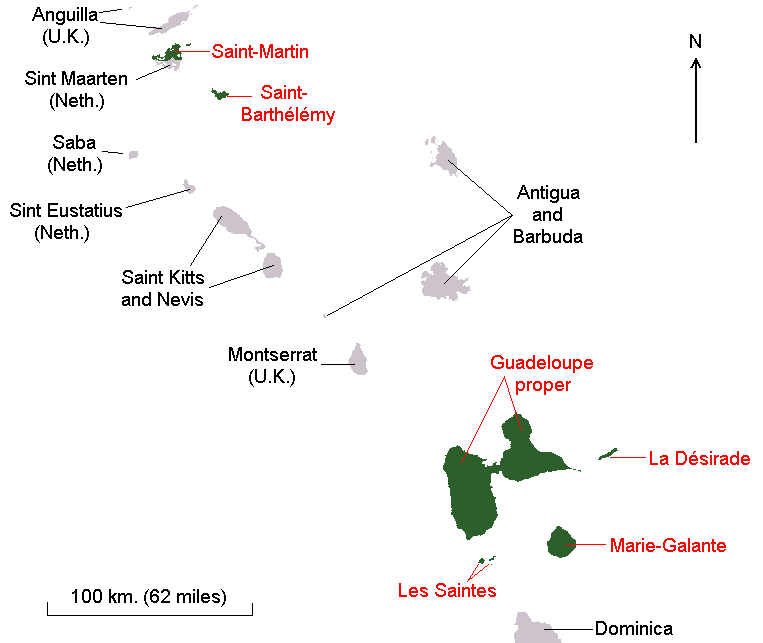
Map showing the former constituent parts of the جزیره گوادلوپ region/department among the جزایر بادپناه، including Saint-Martin, before February 2007.

Detailed map showing French Saint-Martin (north), including its territorial waters.

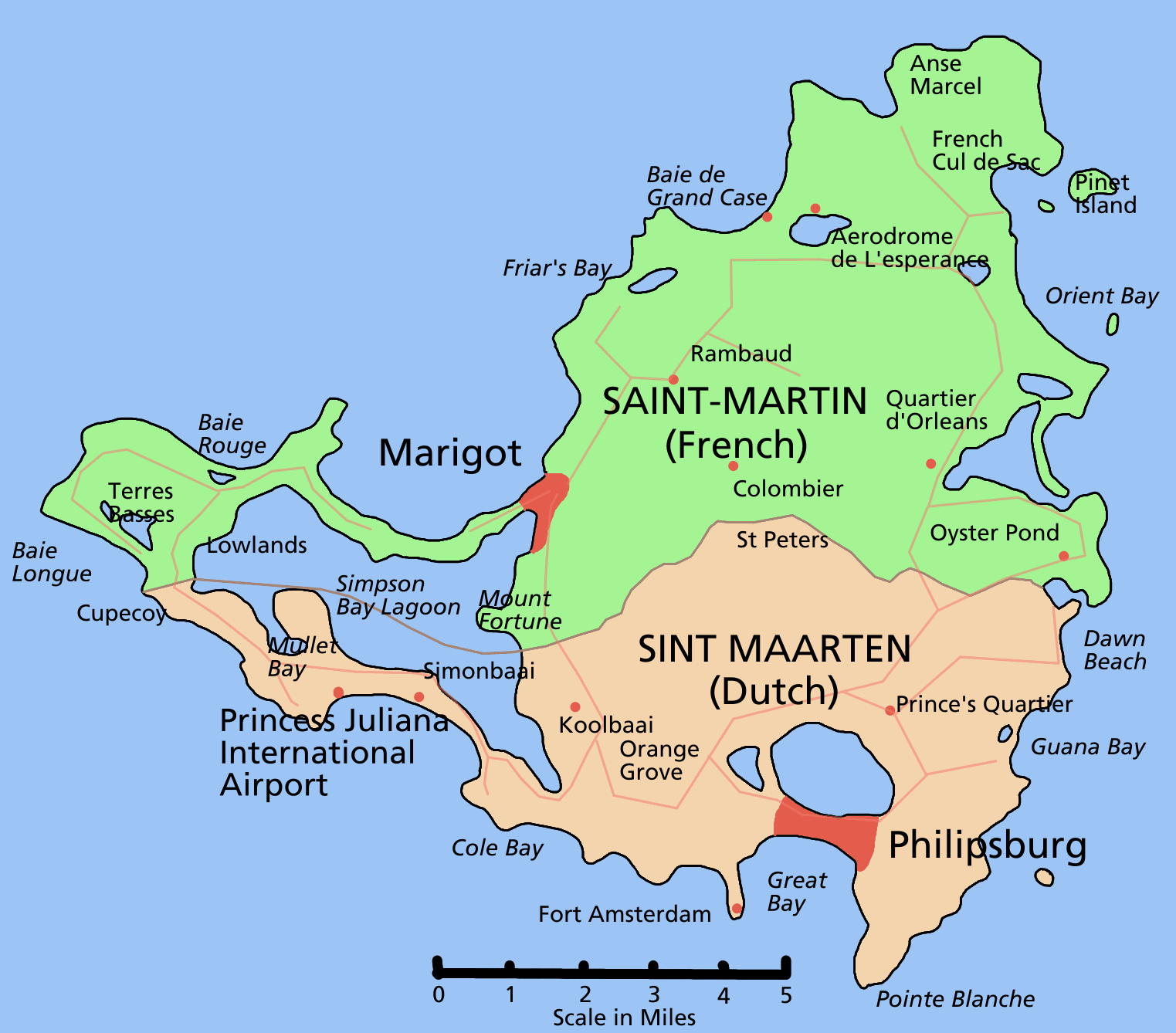
Map showing French Saint-Martin (north) and Dutch Sint Maarten (south).